# Игороти
Ифугао је етничка група северног дела острва Лузон у Филипинском архипелагу, има око 100.000 становника. Говоре једним од северномалајских наречја. У антрополошком погледу представљају мешавину монголоидних, европеидних и негроидних особина. Мотичка земљорадња чини основу привреде. Искусни су у наводњавању терасастих простора на којима гаје пиринач. Гаје исто тако и кукуруз, поврће, шећерну трску и дуван. Од домаћих животиња познају свињу и кокош. Лов и риболов су такође значајне привредне гране. Ткање, обрада дрвета, ковачки посао и плетење су најразвијенији занати. Религиозни обреди којима руководе жреци имају аграрно-мађијски карактер. Задржала се у знатној мери размена добара као облик трговине.